# The Courettes
The Courettes su garažni rock duo kojeg čine bračni par Flavia Couri iz Brazila i Martin Couri iz Danske, gdje žive i snimaju.
Godine 2020. godine bend je potpisao s britanskom izdavačkom kućom Damaged Goods, koji su bili izdavaštvo mnogim popularnim bendovima poput Buzzcocks, Manic Street Preaches, Atari Teenage Riot, New Bomb Turks, Amyl and the Sniffers, Billy Childish, Captain Sensible i sličnima.  
Njihov album Back in mono dobio je pozitivne kritike u časopisima Mojo, Classic Rock i Shindig.[nedostaje izvor]

## Albumi
- Here are The Courettes (2015.)
- We are The Courettes (2018.)
- Back in mono (2021.)
- Back in mono (2022., B strana)
- Boom! Dynamite (2023.)